# Segismundo Toxicómano
Segismundo Toxicómano es un grupo español de punk de Vitoria (Álava, País Vasco) formado en 1997, con 7 discos de estudio publicados, un disco en directo y tres EP.

## Historia
Se formaron en octubre del año 1997 influenciados por grupos tanto euskaldunes (Cicatriz) como internacionales (Cock Sparrer). Su primer disco de título homónimo vio la luz en 1998 y vendió más de 5000 copias. Dado el éxito del primer disco, a principios del año 2000 sacaron su segundo disco "Mundo Tóxico" que contiene temas como Realidad, Pobredumbre u Odio. Ambos discos fueron grabados con Potencial Hardcore. 
En verano del 2001 graban su tercer disco titulado "1,2,3..Fuego!" que contiene una versión del "England belongs to me" de Cock Sparrer, titulada "Euskadi". Este disco fue grabado con Locomotive Music. Tras sacar el tercer disco, estuvieron girando con La Polla por España y formaron "La Línea de Ataque" con Boikot y Disidencia, lo que les llevó a los escenarios de los festivales más importantes a nivel nacional.
En 2004 sacaron su cuarto disco "Escapa!", un disco que incluye temas como Sospechosos, Mi vida o Nos joden. A principios del año 2006 publicaron "Auschwitz 05". Este disco y su predecesor fueron grabados con Santo Grial Records. 
En diciembre de 2006 grabaron su disco en directo en la sala HellDorado de Vitoria. Se esperaba que saliera en febrero, pero finalmente fue en abril en formato digipack incluyendo dos discos: el directo y otro disco con versiones y rarezas, así como dos videoclips. Su título es "Balance de Daños".
En el año 2009, los integrantes del grupo deciden editar ellos mismos sus discos bajo el sello "ODNI Records". Su objetivo es liberarse del sistema discográfico actual, el cual consideran obsoleto, y decidir ellos mismos el precio de distribución de sus próximos trabajos.
El 26 de septiembre de 2009 sale al mercado el álbum "Una bala". Este disco se presenta en una gira de 20 conciertos por el país, en los que se regala un ejemplar del disco a cada asistente.
Dos años después, el grupo publica a finales de 2011 el disco "Ke no cunda el pánico", autoeditado al igual que el anterior.
Ya en el mes de mayo del año 2014, el grupo vuelve con nuevas publicaciones. Siguiendo con su sello propio autoeditado "ODNI Records" publican el primer EP de tres llamado "...En este infierno". La idea es publicar un EP cada seis meses con siete canciones cada uno, y después de la publicación del último realizar una votación en la que el público decida qué doce canciones son las que compondrán el nuevo trabajo. Después de la publicación del primer EP vino una gira la cual les llevó a tocar en el Resurrection Fest compartiendo cartel con grupos como  NOFX, Turbonegro, Sick of It All o GBH.
Tras varios meses presentando este disco por todo el país, a finales de 2014 la banda comenzó a grabar el siguiente trabajo de la trilogía. Así, el segundo EP de la banda vio la luz en diciembre de 2014, y lleva por título "Un poco más!!". Finalmente, en julio de 2015 se presentó el tercer EP, bajo el nombre de "Ahora o Nunca...". Unas semanas más tarde anuncian que pararan indefinidamente a finales de año, a la vez que publiquen el trabajo "En Defensa Propia", formado por las 12 canciones más votadas de los 3 EP.
A mediados de 2017 anuncian a través de su página en Facebook que darán un único concierto para celebrar su XX aniversario, y que será en el festival Pintor Rock. También se anuncia que, de la mano de Maldito Records, se reeditarán los tres EP en un único disco, bajo el nombre de "Trilogía".

## Componentes
En los comienzos del grupo, Segismundo Toxicómano era un quinteto, formado por un cantante, dos guitarras, un bajo y batería. Tras la publicación del tercer disco, el cantante, Guillen, abandonó el grupo y fue sustituido por Iosu de Parabellum. Un tiempo después, Guillen volvió al grupo, pero por poco tiempo ya que fue expulsado definitivamente de la banda. Tras este acontecimiento, el bajista, Placi, asumió la tarea de cantante. Desde su cuarto disco la formación del grupo es: 
- Bajo y voz: Placi
- Guitarras y coros: Gabi y Javi "Peke"
- Batería y coros: Arnaiz

## Discografía
- 1998: Segismundo Toxicómano

1. Sal del abismo
2. Ven a por mí
3. Beneficios
4. Pena de muerte
5. Corrompido dinero
6. George Oswell
7. Los obreros
8. La profecía
9. Conéctate
10. El que okupa, preokupa
11. Reggae de la inocencia
12. Balance de daños

- 2000: Mundo tóxico

1. Realidad
2. 12 años
3. Pobredumbre
4. Ratero
5. Liberación
6. La rana
7. Odio
8. Presidente
9. Axturiax
10. Sólo
11. Estoy podrido
12. Y todo vale

- 2001: Un, dos, tres, fuego

1. Las drogas
2. Nadie
3. Atraco
4. Niños con armas
5. Mundo cabrón
6. Euskadi
7. Gaupasa
8. Privar
9. Polític@s sin fronteras
10. Homenaje al insumiso
11. Hasta los huevos

- 2004: Escapa!

1. Patrones
2. Cualquier error
3. Y gritaré!
4. Nos joden
5. S.O.SpechoS.O.S
6. Por ti
7. A escondidas
8. Mi vida
9. R.I.P.
10. Miedo
11. Hipócritas
12. El Narco
13. Quién es quién
14. Bonus track

- 2005: Auschwitz 05

1. Tod@
2. Hablar x hablar
3. Perdedor
4. Kamikaze
5. Jualy
6. Rebelión
7. U.K. Subs
8. Dale gas
9. Ten cuidado
10. Auschwitz 05
11. Ven a ver
12. ODNI Records
13. Que no me la cuentes
14. Nos vemos

- 2007: Balance de daños (Directo)

1. Bonus
2. Las drogas
3. Pobredumbre
4. A escondidas
5. Gaupasa
6. Hablar por hablar
7. Corrompido dinero
8. Patrones
9. Cualquier error
10. Odio
11. Sal del abismo
12. Niños con armas
13. Homenaje al insumiso
14. Mi vida
15. Tod@
16. Rebelión
17. Euskadi
18. Realidad
19. Atraco
20. Nos vemos
21. Sospechosos
22. Los monos
23. Cuidadín
24. Botes de humo (cicatriz)
25. Ven a por mí
26. R.I.P.
27. Encerrado
28. Vivo pero no olvido
29. Escapa
30. Código neurótico
31. Odio (Vídeo)
32. Niños con armas (Vídeo)

- 2009: Una bala

1. Frente agnóstico
2. Las noches siguen sabiendo a sangre
3. Apunta
4. Hoy como ayer
5. Héroes
6. Lobo solitario
7. Fútbol
8. Último asalto
9. Dame más
10. Guerrilla
11. La tormenta
12. Stupid
13. Navarro
14. Cabrón
15. Humano

- 2011: Ke no cunda el pánico

1. ¿Kién vigila al ke vigila?
2. Contra el muro
3. La ciudad del fango
4. Incontinencia
5. Un día de furia
6. Celdas
7. *Since 1997*
8. La hora del chacal
9. Sigue en el destierro (Bonus track)

- 2014: ...En Este Infierno

1. ...En este infierno
2. Perros
3. La plaga
4. Alerta
5. Mr. No
6. Electroshock
7. Dale tu sangre

- 2014: Un poco Más!!!

1. Utopía 1789
2. Sigue la luz
3. Cansado
4. Auf Wiedersehen
5. Un poco más
6. Ingobernable
7. R.I.A.

- 2015: Ahora o Nunca...

1. Ilegalidad
2. Stop Control
3. Kiero ke pagueis
4. En un Minuto
5. La Señal
6. Desde el Exilio
7. Soy un Clon

- 2017: Trilogía

1. ...En este infierno
2. Perros
3. La plaga
4. Alerta
5. Mr. No
6. Electroshock
7. Dale tu sangre
8. Utopía 1789
9. Sigue la luz
10. Cansado
11. Auf Wiedersehen
12. Un poco más
13. Ingobernable
14. R.I.A.
15. Ilegalidad
16. Stop Control
17. Kiero ke pagueis
18. En un Minuto
19. La Señal
20. Desde el Exilio
21. Soy un Clon

- 2019: Sangre Fácil

## Enlaces
- Página web oficial
- Myspace oficial del grupo
- Foro del grupo
- Entrevista a Segismundo Toxicómano en Insonoro.Com
- Facebook oficial del grupo

- Datos: Q3755788